# Mequinenza
Mequinenza is een gemeente in de Spaanse provincie Zaragoza in de regio Aragón met een oppervlakte van 308 km². Mequinenza telt 2.316 inwoners (1 januari 2016).
Het ligt aan de oostkant van de provincie Zaragoza, grenzend aan de provincies Huesca en Lleida en ligt aan de samenvloeiing van drie rivieren, de Ebro en de Segre, die kort daarvoor de wateren van Cinca heeft ontvangen. De gemeentelijke termijn heeft 307,45 km². Het reservoir, bekend als Mar de Aragón, gebouwd tussen 1957 en 1964, heeft een capaciteit van 1.530.000.000 m³ en is een van de grootste in Spanje.
De unieke en bijzondere locatie heeft zowel de geschiedenis, de taal als het karakter van de inwoners beïnvloed. Mequinenza ligt tussen twee grote watermassa's, Mequinenza Reservoir, een waar paradijs voor sportvissers. Het heeft een racebaan voor roeien en kanoën beschouwd als een van de beste in Europa vanwege de uitstekende bereikbaarheid, de stabiele waterbaan en de sportfaciliteiten aan de oevers van het reservoir.
De winterfeesten San Blas en Santa Águeda vinden plaats in het eerste weekend van februari, met de viering van een handgemaakte kostuumwedstrijd uitgeroepen tot toeristisch festival van Aragón.

## Toponymy
De naam komt van Miknasa, een Berber-stam die in een defensieve nederzetting bouwde in kasteel. Het was latinized als een Miquinencia en verschijnt tot 19e eeuw anders in de documentatie, afwisselend van vorm Mquinensa, Miquinença, Mequinença, Mequinensa of Mequinenza. Bij uitstek staat de bevolking in de volksmond bekend als 'poble'.

## Geologie en mijnbouw
Mequinenza is volledig Ebro Geological Depression tussen ontsluitingen van materialen Cenozoic Era van de zogenaamde Mequinenza-formatie, waaronder lutita, zandstenen en kalksteen, samen op niveaus lignitiferen.

### Lignitiferen van Mequinenza

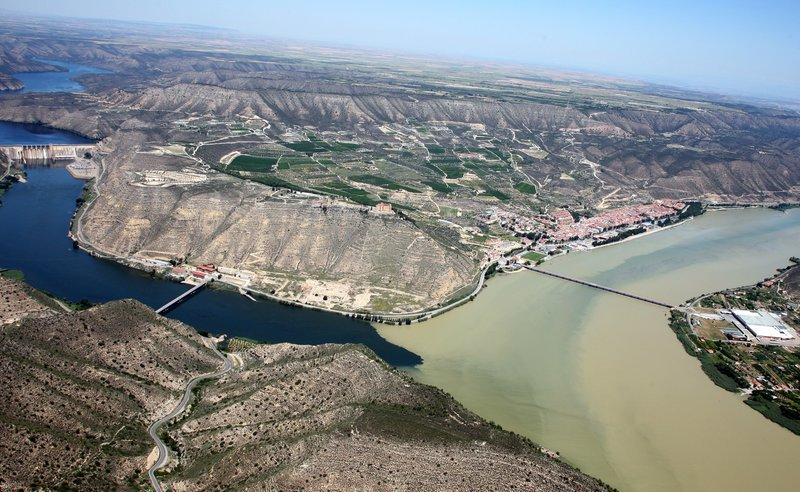

Het Mequinenza-bekken vormt het belangrijkste koolstofhoudende gebied van de provincie Zaragoza, en strekt zich uit over de territoriale grenzen van Aragón en Catalonië, met het epicentrum in Mequinenza, de plaats die naam geeft aan genoemde mijnruimte. Het beslaat een gebied van ongeveer 500 km² dat zich ongeveer 20 kilometer oost-west uitstrekt langs de oevers van de rivieren Ebro, Segre en Cinca.
Het type kool dat in het bassin voorkomt, is gerelateerd aan continentale afzettingen die het oostelijke deel van het Ebro-bekken vulden tussen het Boven-Oligoceen en het Onder-Mioceen. De leeftijd zou tussen 35 en 25 miljoen jaar liggen, waardoor een relatief jonge klasse kolen wordt gevormd in vergelijking met die van andere accounts. Historisch gezien heeft de hoofdstad van het Turolense-mineraal en de nabijheid van de grootste bevolkingscentra de geaccumuleerde afzettingen in het oostelijke deel van de Ebro-vallei overschaduwd, in beide gevallen van bruinkool zwart, ook wel sub-lichtgevende kool genoemd. Dit heeft een calorische waarde die 6.000 calorieën kan bereiken, waardoor het een mineraal is geweest dat historisch wordt geëist door industrieën (cement, chemie en suiker) die vooral waarde hechtten aan het vermogen om energie te genereren.
De geologische kenmerken van het geconditioneerde mijnbouwwerk van Mequinenzano. Er zijn meer dan 30 verschillende niveaus volledig horizontaal bruinkool, hoewel de meeste te smal waren om te worden geëxploiteerd, waardoor de mijnwerkers gedwongen werden te hurken of in de binnenruimte van de laag te liggen (ongeveer 40 tot 60 centimeter hoog). Meer dan 150 jaar mijnbouwactiviteiten in mijnbekken van Mequinenza heeft geresulteerd in een grote hoeveelheid erfgoed en mijngeschiedenis die momenteel kan worden bezocht en ook een rondleiding in het Mijnmuseum van Mequinenza. Op het kolenveld van Mequinenza kwamen op een of ander moment meer dan 200 mijnbouwactiviteiten aan het werk. Sommigen van hen waren ver van stedelijke centra en zonder wegen van communicatie, dus in sommige gevallen werden mijnsteden gebouwd waar hele gezinnen of arbeiders woonden.

## Geschiedenis
Het is noodzakelijk om het belang te benadrukken dat sommige auteurs de situatie hebben gegeven in dit gebied van de Iberische stad Octogesa, die een belangrijke rol speelde in de ontwikkeling van de strijd om Ilerda. Sinds 1983 en in het kader van de onderzoeksprogramma's van Zaragoza Museum, in samenwerking met de gemeenteraad van Mequinenza en de steun van Diputación General de Aragón, werden op drie locaties opgravingen uitgevoerd : Los Castellets, Barranco de la Vallfera Mine en Riols I.
- De Castellets: een belangrijke ruimte voor de kennis van de overgang van de mensen uit de late Bronstijd naar de cultuur van de stembussen. De set bestaat uit een kolonie op een stijgbeugel in de rivier de Ebro, omringd door twee torens, een muur en een sloot, naast twee necropolis. Het is de enige in heel Aragon waar ze een necropolis van begrafenis en verbranding hebben gevonden.
- Barranco de la Vallfera-mijn: op deze site werd een noodopgravingscampagne uitgevoerd waarbij een zeer belangrijke groep necropolis-dorpen en neolithische laatste dateringen werden ontdekt.
- Riols I. In oktober 1985 werd de eerste noodopgravingscampagne uitgevoerd waarin een nederzetting werd beschreven met vergelijkbare kenmerken als die van de Vallfera Mine Ravine. De instandhouding van deze aanbetaling maakte het mogelijk om de studies te initiëren die erop wezen dat het dateerde uit de laatste neolithische periode.
- Talrijke schilderijen en bijbehorende prenten zijn gevonden in Mequinenza, behorend tot Rotskunst van de mediterrane boog van het Iberisch Schiereiland, door de [beschouwd als werelderfgoed UNESCO in 1998.

### Leeftijd en middeleeuwen
De aanwezigheid van fragmenten van keramische "sigillata" versierd in verschillende ruimtes, duiden op een Romeinse bezetting. Julio César verwijst in zijn werk 'De Bello Civili' naar de bevolking van Octogesa die sommige historici in Mequinenza plaatsen.:
"Neem deze resolutie op om boten over de Ebro te nemen en ze naar Octogesa te brengen. aan de oevers van de Ebro, twintig mijl verwijderd van de echte. Hier regelen ze een brug van boten en door twee legioenen door de Segre te passeren, versterken ze hun veld met een hek van twaalf voet . 

Het toponiem van Mequinenza komt van de Berber-stam Banú Miknasa, waaraan de stichting wordt toegeschreven aan zijn aankomst op het schiereiland tussen 714 en 719. Tijdens de herovering heb ik Alfonso bezet in 1133 (hoewel de Almoravids het weinig hebben heroverd later) en werd uiteindelijk heroverd door Ramón Berenguer IV in 1149. Mequinenza ging over naar de heerschappijen van de adellijke familie van de Moncada, heren van de baronie van Aitona. Er wordt aangenomen dat ze werden opgericht tussen 714 en 719. Tijdens deze periode zou het verdedigingsfort worden herbouwd. Al-Idrisi, een chroniqueur van die tijd, beschrijft het op deze manier: 
 «Het is klein, maar het heeft een sterk fort met een sterk aspect en ligt aan de grens van al-Ándalus». 
 In 1133 wordt de moslimbevolking in 1133 veroverd door Alfonso I, maar wordt opnieuw hersteld door de moslimkrachten van Yahya ibn Ganiya in 1136. Pas in 1149 zal Mequinenza na de verovering door Ramon definitief in christelijke handen komen Berenguer IV,
Sindsdien zal de bevolking (en waarschijnlijk de verdedigingswerken die zijn gevestigd en gebouwd door de moslimbewoners) realengo worden, een rechtsgebied dat aangeeft dat de plaats rechtstreeks van de koning afhing. In 1153 zal de schenking van 1/5 van de landen gelegen aan de oevers van de Ebro van Mequinenza aan Benifallet aan de Orde van de Tempel worden gedaan, maar het is waarschijnlijk dat het kasteel, het dorp, de omliggende landen en de molens en lof van Mequinenza ze zullen nog steeds onder de koninklijke of Guillém Ramón de Moncada afhankelijkheid zijn.
In 1410, na de dood zonder nakomelingen van Martín el Humano en tijdens de erfgeschillen die hebben geleid tot Caspe's Commitment, de aanhangers van de graaf Jaime de Urgel in het koninkrijk van Aragon organiseerde zijn eigen parlement in de plaats, in tegenstelling tot Alcañiz, onder leiding van de loyalisten van Fernando de Trastámara.

### Moderne en hedendaagse leeftijd
Tussen de 15e en 16e eeuw is er een tijd van ellende en honger met verschillende opstanden vanwege de onderdrukking van sommige heren. In het jaar 1697 schrijft Fray Miguel de Salas het boek Life of Saint Agathoclia, virgin and martyr, patron saint of Mequinenza.
Tijdens de Napoleontische invasie probeert General Suchet (1810), net als Ramón Berenguer IV in 1149, Mequinenza te veroveren, wat Napoleon als 'de sleutel tot de Ebro' beschouwde. Na 20 dagen beleg van 12.000 man van het Franse leger voor 1.000 Spaanse verdedigers, werd de plaats overgegeven. Dit maakt het voor Suchet gemakkelijker om alle Bajo Cinca en Segriá te veroveren. Als gevolg hiervan verschijnt de naam "Mequinenza" in de Arc de Triomphe van de Charles de Gaulle-plein in Parijs als een van de grote overwinningen van Napoleon. In 1812 werd Mequinenza onderdeel van het Franse departement van de Bocas del Ebro. Kort daarna werd Mequinenza in 1814 teruggevonden voor de Spanjaarden dankzij een moedige truc vanwege het Spaanse leger en de avonturier van Vlaamse origine Juan Van Halen, later Luitenant-generaal, die door stratagem de gevangenneming van Lleida en kasteel van Monzón kreeg.
In 1831 behoorde de stad tot de hertogen van Medinaceli en ook tot de corregimiento van Zaragoza. Om deze reden, wanneer deze stad het hoofd wordt van een van de drie provincies waarin in 1835 het voormalige koninkrijk van Aragon zou worden verdeeld, is Mequinenza nog steeds geïntegreerd in de provincie Zaragoza.
Mequinenza is opnieuw een plaats van belang tijdens de Carlist Wars en later in de Matiners-oorlog. Tijdens de laatste burgeroorlog (1936-39) was de gemeentelijke term het toneel van bloedige gevechten tegen de Slag om de Ebro, tussen juni en november 1938. Als gevolg van dit, zijn brug over de Ebro werd vernietigd en werd niet herbouwd tot de jaren vijftig.
De komst van de twintigste eeuw leidde tot een toename van de vraag naar kolen als gevolg van de toename van de industrie. De komst van de Eerste en Tweede Wereldoorlog heeft deze toename nog verder bevorderd. Maar het uiterlijk van de spoorweg, de riviernavigatiecrisis en de introductie van elektrische energie zorgden voor de bouw van verschillende hydro-elektrische reservoirs in de Ebro-rivier. Toen de werken begonnen en het waterniveau steeg, moesten veel Mequinenzanos vertrekken of om hun bevolking die ze herbouwden naast de rivier de Segre te verlaten. Een modernere en meer toeristische Mequinenza, maar heeft nog steeds de herinnering aan het verleden.

## Economie
De economie is gebaseerd op de industrie, steenkool mijnbouw, textielindustrie, varkens en vee (hoewel deze laatste al in regressie zijn), een groeiende regengevoede landbouw (amandel, olijf en granen) en irrigatie gericht op de teelt van fruitbomen zoals kersen- en perzikbomen. Er is ook een toeristische sector met een groot potentieel voor de toekomst, vooral dankzij de visserij en de cultuur. Mequinenza ontvangt buitenlandse bezoekers uit praktisch vijf continenten.
De mijnen van bruinkool werden zwaar uitgebuit tijdens de twee wereldoorlogen; het transport werd uitgevoerd door Ebro of over de weg. Momenteel neemt deze activiteit volledig af, hoewel vroeger Mequinenza een vloot van 16  llaüts  (schepen die Mequinenza-kolen vervoerden en een laadcapaciteit van 18 tot 30 ton hadden) had toegestaan, al was verdwenen.

## Eigen vermogen

### Musea van Mequinenza
In de Musea van Mequinenza bevindt zich een ondergrondse mijnbouwgalerij van meer dan 1000 meter in het Museum van de Mijn, De musea werden ingehuldigd in 2008. Ze zijn gevestigd in de voormalige Maria Quintana School Group, de oude bevolkingsscholen gebouwd in 1929 en een van de weinige overgebleven gebouwen van de sloop van de oude stad.

### Kasteel van Mequinenza

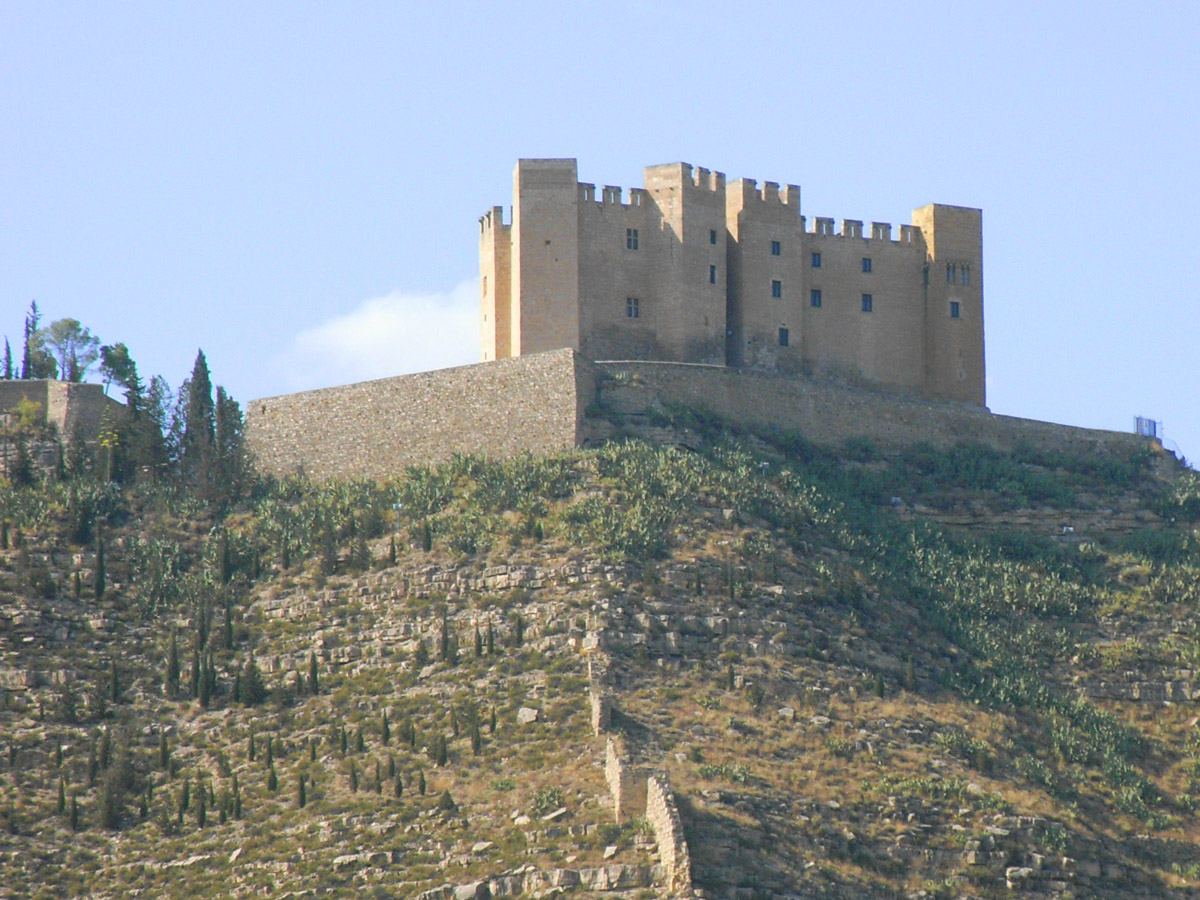

Het gebouw staat bijna op de rand van een grote afgrond, zijnde een gesloten massa van vrij lang, de plant is een onregelmatige vierhoek, met zeven rechthoekige torens op een na, de meest robuuste, die merkwaardig vijfhoekig is. Twee torens flankeren de kleine deur die halfcirkelvormig is, wordt afgeschermd en beschermd door een sjaal. Er zijn maar weinig forten die een betere locatie hebben dan deze, met een uitgestrekt en indrukwekkend landschap, bijna geologisch, aan de samenvloeiing van de rivieren Ebro, Segre en Cinca en hun omliggende landen. Het is verrassend dat de Moncada, heren van de baronie van Mequinenza, dit adelaarsnest kozen voor hun versterkte woning. Het gebouw is een authentieke Castle-Palace, een van de beste die gotische kunst de Kroon van Aragon heeft nagelaten, daterend uit de 14e en 15e eeuw.
Waarschijnlijk was het in het begin een Arabisch fort, gebouwd door de Berber-stam van de Miknasa tegen 12e eeuw, een stam die ook de bevolking naam gaf. Na verschillende veroveringen viel het in handen van Ramón Berenguer IV en kwam uiteindelijk in handen van de christenen. Na verschillende wisselingen van eigenaar werden het kasteel en de stad Mequinenza in 1184 verleend aan de markies van Aitona, Ramón Guillén de Moncada, om later door te gaan naar het Hertogen van Medinaceli. Veel later, tijdens de 18e eeuw en de Succession War werden het kasteel en zijn omgeving getransformeerd en geconditioneerd tot een nieuwe vorm van oorlog en dit was het moment waarop de Hertog van Orleans opdracht gaf tot de aanleg van een weg van Mequinenza naar Tortosa evenwijdig aan de rivier, om alle schepen te bewaken die erdoorheen varen.
Tijdens de 19e eeuw en de komst van Onafhankelijkheidsoorlog onderging het kasteel drie aanvallen van de legers van Napoleon, maar uiteindelijk in 1810 veroverd door de troepen van Maarschalk Suchet, en behoorde tot 1814 tot de Franse regering. Mequinenza werd in grote letters ingeschreven in een van de buitenste kolommen in de Arc de Triomphe van Parijs als een van de grote Franse overwinningen op het Iberisch Schiereiland.
Tussen 1820 en 1823 verwierf het een belangrijke rol door grote aanvallen Carlist te doorstaan en militair garnizoen te behouden tot het begin van 20ste eeuw, waarna het werd verlaten. Tijdens de Burgeroorlog wordt het een strategische plaats van observatie. Zodra het vechten voorbij is, blijft het in puin totdat het bedrijf ENHER het herbouwt in het decennium van de jaren 50. Momenteel is het kasteel eigendom van de Stichting Endesa.

### De oude stad
De oude stad van Mequinenza was gelegen op de linkeroever van de Ebro, precies op het punt waar ze samenkomen met de wateren van de Segre en Cinca. Het werd bijna volledig gesloopt tijdens de bouw van het Ribarroja reservoir. Het vormde een stedelijke kern met kenmerken van de plaatsen in het lagere gedeelte van de Ebro, met een stedelijk plot daterend uit de moslimtijdperk.
Dankzij de rivieren vestigde Mequinenza een volwaardige rivierhandel, die niet alleen de Mequinenzan-navigators, maar ook de timmerlieden "Calafateros", de schurken en het millennium Way of Sirga prestige bezorgde. Op het moment van pracht, werd een vloot van meer dan 16 typische schepen van het onderste gedeelte van de Ebro die tussen 18 en 30 ton vervoeren, meestal van bruinkool gewonnen uit het Mequinenzana-mijnbekken, gevonden.
Met de komst van het bedrijf ENHER en de bouw van de Mequinenza Reservoirs en Riba-roja, leven het veranderde voor de meerderheid van mequinenzanos, gaande van het hebben van 4.033 inwoners gecensureerd tot het hebben van 5.800 tellingen en ongeveer 1.500 meer zonder censurering. Velen van hen waren werknemers van andere locaties om te werken aan de bouw van de Mequinenza Dam.
De industrieën begonnen te sluiten vanwege de aanzienlijke stijging van het waterniveau van de Ribarroja dam en de bevolking begon alternatieven te eisen voor de overstroming van de stedelijke kern. Zo begon een uittocht voor de inwoners van Mequinenza die hun huizen moesten verlaten om te verhuizen naar de nieuwe bevolking aan de oevers van de Segre. Een deel van de inwoners vertrok naar meer industriële gebieden zoals Barcelona of Zaragoza of zelfs naar het buitenland om te blijven werken in de mijnbouw. Tegen het einde van 1974 had de meerderheid van de bevolking het tragische verlaten van oude binnenstad van Mequinenza al voltooid en woonde in de nieuwe stad.
Een deel van de oude bevolking van Mequinenza kan vandaag worden bezocht omdat het een groot openluchtgeheugenpark is geworden. De oorspronkelijke paden van de straten en huizen die zich boven het waterniveau bevonden, zijn hersteld van de runen. De oude Mequinenza, de 'oude stad' zoals de mequinenzanos het kennen, is een uitnodiging om door de herinnering aan de straten en steegjes te wandelen, een deel van de oude kerk te herontdekken, de oude dokken voor te stellen en duizend verhalen, curiosa en legendes te leren kennen van die duizendjarige en historische stad van navigators en mijnwerkers aan de oevers van de rivier de Ebro.

### Aiguabarreig Segre-Cinca-Ebro

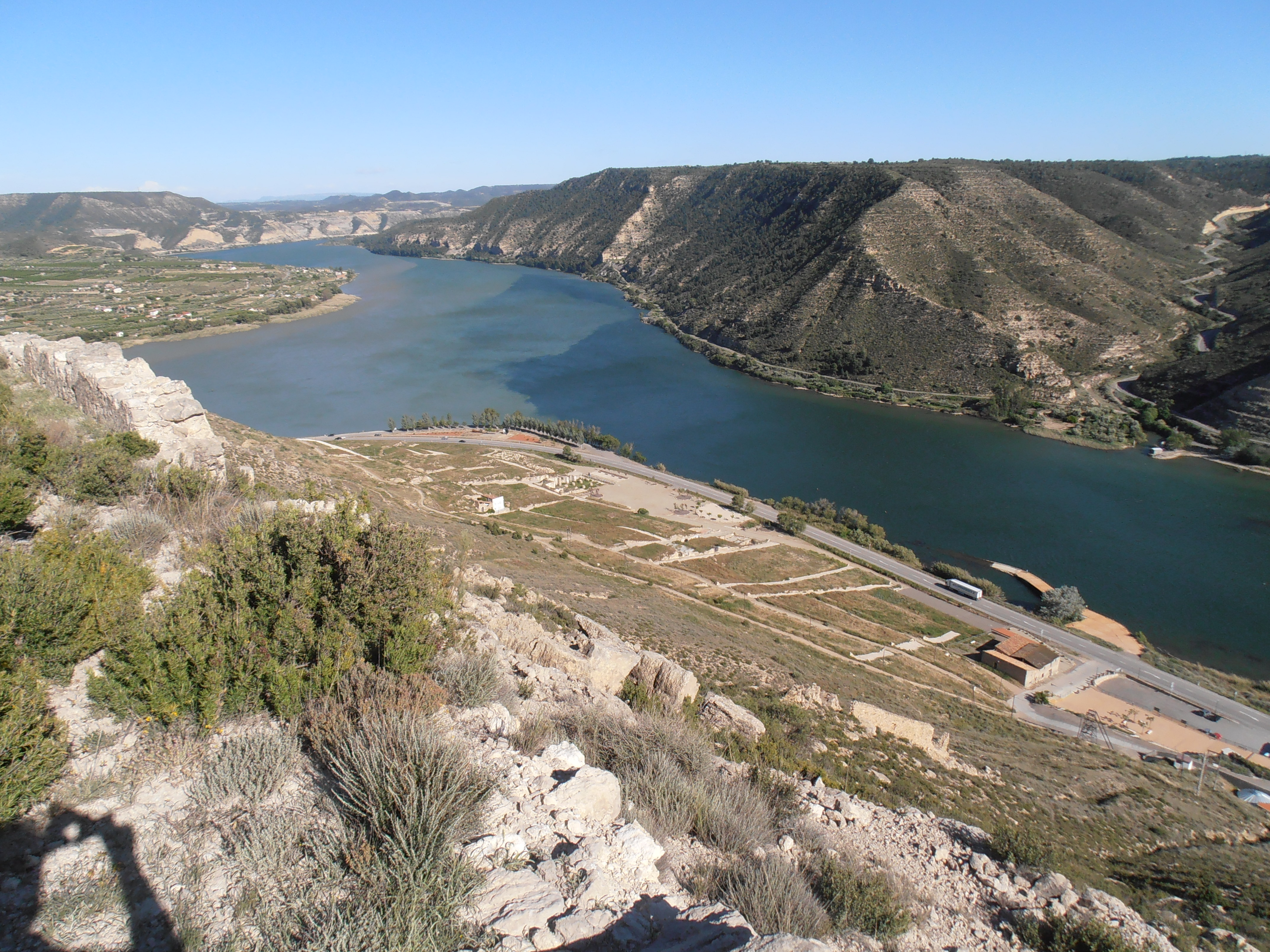

Aan de samenvloeiing van de rivieren Segre en Ebro ligt Aiguabarreig een ruimte met een grote natuurlijke rijkdom en een grote verscheidenheid aan ecosystemen die variëren van mediterrane steppen tot ondoordringbare bossen van langs de rivier, waardoor deze ruimte een paradijs wordt voor biodiversiteit. Territoriaal bevindt de Aiguabarreig zich in het midden van de Middle Ebro Depression. Het grenst in het westen met de Monegros, in het oosten met de Tossals de Montmeneu en Almatret en in het zuiden met de staart van Ribarroja reservoir. Deze ruimte wordt het Catalaanse woord van oorsprong genoemd dat de plaats aangeeft waar twee of meer waterstromen elkaar ontmoeten en één vormen. De Segre en Cinca vormen een eerste Aiguabarreig onder de populaties van La Granja d'Escarp, Massalcoreig en Torrente de Cinca, een paar kilometer samenkomen met de wateren van Ebro, al in de gemeente Mequinenza, en vormen een van de grootste samenvloeiingen van rivieren in het gehele Iberisch Schiereiland.
In de Aiguabarreig vinden we honderden meters breed water met talloze riviereilanden en rivierbossen, grote massa's van carrizal, kiezelstranden, zwembaden en galchos. Het is een samenvloeiingspunt van steppeflora uit de droge zone van Monegros en Mediterrane flora die door de Ebro-vallei stijgt. Dankzij deze kenmerken bestaan soorten uit tegengestelde omgevingen naast elkaar.
De vogels zijn de meest talrijke groep en variëren van ardeidas kolonies tot alle soorten roofvogels en vogels typisch voor woestijnomgevingen. U kunt ook reptielen, amfibieën en zoogdieren vinden, vooral vleermuizen, herten, reeën, otters en de toenemende aanwezigheid van wilde geiten.

### Mequinenza Dam

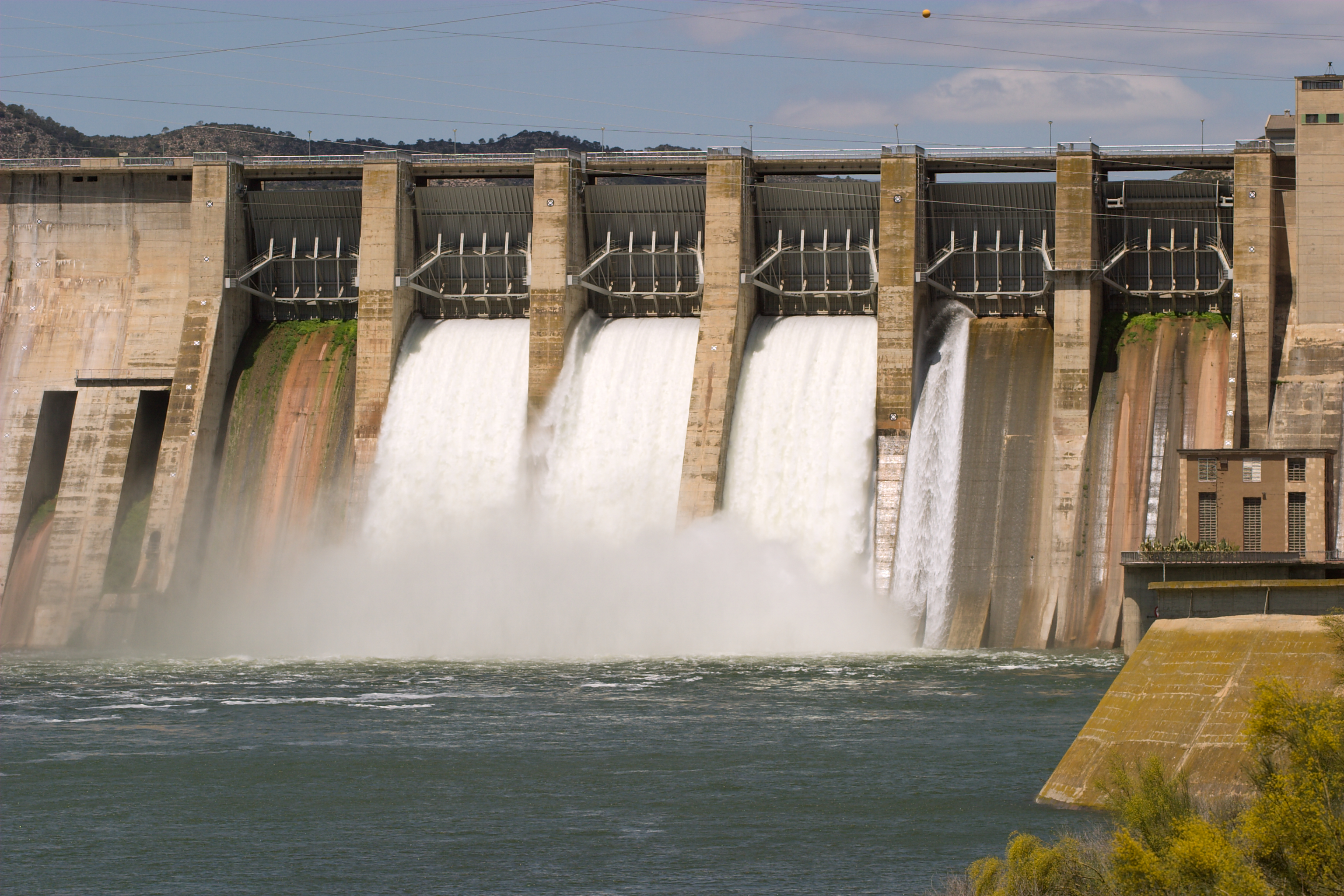

Gebouwd in 1966 aan de Ebro , het heeft een oppervlakte van 7540 hectare water, zijnde het grootste reservoir van Aragón. Het volume bereikt 1530 kubieke hectometer, gewijd aan de productie van elektrische stroom. Het heeft een gemiddelde breedte van 600 meter en de diepte is meer dan 60 m. De dam, 79 m van hoogte, is gebaseerd op de kalkstenen uitlopers van de Sierra de Montenegre en La Huerta, in de gemeente Mequinenza. Het stuwmeer krijgt de geoturistische aanduiding van de zee van Aragón, en is het hele oppervlak binnen deze autonome gemeenschap, en dient in een deel van de provinciale grens tussen Huesca en Zaragoza. Het ontkent een deel van de gemeentelijke voorwaarden van Mequinenza, Fraga, Caspe, Chiprana, Sástago en Escatrón.
De bouw van de Mequinenza-dam, door concessie aan het bedrijf ENHER van de integrale hydro-elektrische exploitatie van een deel van de rivier de Ebro in 1955, gaf aanleiding tot dit grote reservoir met een lengte van ongeveer 110 km en heeft "binnenkusten" van ongeveer 500 km. Het watervlak op het maximale niveau is 121 m. Het werd voor het eerst afgedamd in december 1965 toen 3500 & quotum van de tuin onder water stond. De ingenieur die de leiding had over het project was de Catalaan Victoriano Muñoz Oms.
Met een waterniveau van 121,5 meter en een afgevoerd gebied van 55.000 km² is het het grootste hydro-elektrische reservoir in alle Aragón. Aanvankelijk had het een geïnstalleerd vermogen van 324 MW, maar sinds 2010 is het toegenomen tot 384 MW, met een jaarlijkse productie van meer dan 743 GWh.

## Cultuur

### Taal
Mequinenza is een tweetalige stad, want hoewel de officiële taal Spaans is, is de moedertaal Catalaans in zijn variëteit ribagorzana. Het is altijd een gemeente geweest die heeft geprobeerd de taal die het spreekt waardig te zijn en in die zin was het al in de eerste jaren van democratie een pionier in de verdediging van zijn taal.
Op 1 mei 1984 ontmoetten de burgemeesters van de Catalaans sprekend gebied van Aragón een ontmoeting met de cultuuradviseur van de regering van Aragón in kasteel van Mequinenza, José Bada Paniello. In deze werksessie is het document bekend als Declaration of Mequinenza dat aanleiding gaf tot de ondertekening van de overeenkomst tussen de regering van Aragon en de ministerie van Onderwijs en Wetenschap om het vrijwillige vak Catalaans te kunnen implementeren in de onderwijscentra van de gemeenten die wilden toetreden.

### De Mequinenza van Jesús Moncada

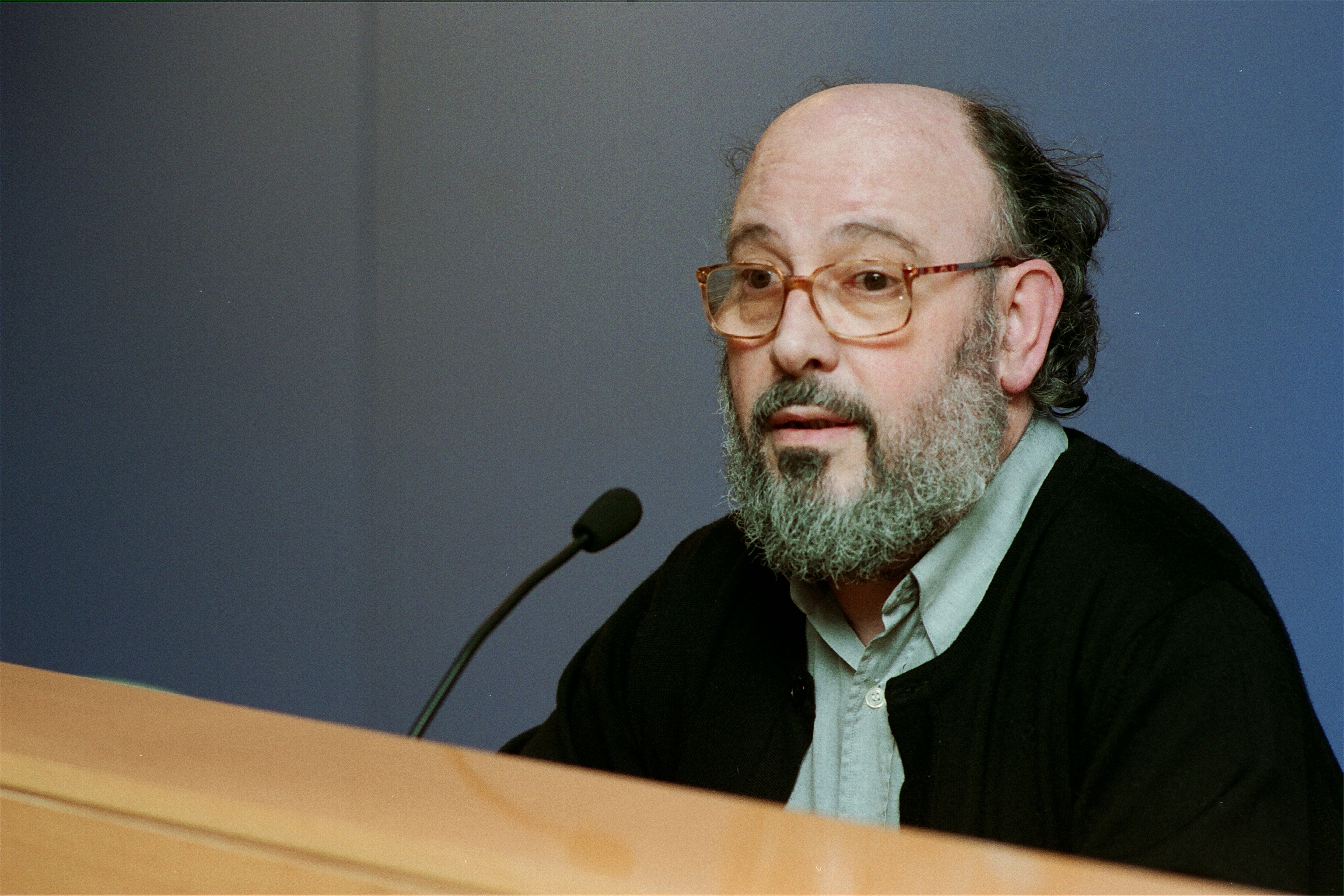

Mequinenza is ook een referentiepunt voor literatuurliefhebbers. Jesús Moncada, de meest universele schrijver van de bevolking, draaide de voormalige Mequinenza op het podium die de meerdere persoonlijke verhalen in zijn boeken leidde. De roman Camino de Sirga, vertaald in meer dan 20 talen (inclusief Japans, Zweeds of Vietnamees), is een samensmelting van personages en verhalen die doen denken aan de oude Mequinenza en zijn tragische verdwijning.
Beschouwd als een van de belangrijkste Catalaanse auteurs van zijn tijd, ontving hij verschillende prijzen voor zijn werk, waaronder City of Barcelona Award of National Critics Award in 1989 voor Camino de sirga of de Creu de Sant Jordi, verleend door de Generalitat de Catalunya in het jaar 2001. In 2004 ontving hij de Aragonese Letters Award die hij enkele maanden voor zijn dood had verzameld.
De Musea van Mequinenza maken literaire routes over de schrijver die door de oude binnenstad reizen en plaatsen, door fragmenten van zijn boeken, de bezoekers in de verschillende verhalen en curiosa die de auteur in dezelfde straten plaatste. In de Moncada-ruimte van musea kun je meer leren over het erfgoed, niet alleen literair, maar ook picturaal en fotografisch dat de stad naliet.
Het Jesús Moncada Studies Centre, gelegen in de stad, is ook een culturele ruimte gewijd aan het onderzoek, de studie en de verspreiding van de figuur van de universele schrijver uit Mequinenzano, evenals aan de geschiedenis en het materiële en immateriële erfgoed van de bevolking. Jaarlijks promoten ze de onderzoeksprijs Jesús Moncada gericht op het ontwikkelen van onderzoeksprojecten gericht op het werk en figuur van Jesús Moncada of met de geschiedenis van Mequinenza.

### Partijen
- Belangrijke feestdagen: 17 september. Gevierd ter ere van Santa Agatoclia "La Santa", die als beschermheer wordt vereerd, omdat zij haar volgens de traditie als de dochter van Mequinenza beschouwt.
- Wintervakantie: San Blas en Santa Águeda 3 en 5 februari. Sinds 2018 zijn Festivals van toeristisch belang van Aragón uitgeroepen met unieke handelingen zoals de levering van de staf of de spectaculaire wedstrijd van kostuums van de ambachtslieden, evenals de uitwerking van Coca en Pa Beneit, samen met religieuze feesten en processies. Het is een populair feest dat diep geworteld is in de stad, dat al enkele eeuwen wordt gevierd met actieve deelname van de bevolking waarin de lokale vrouwen een prominente rol spelen.

### Gastronomie
Mequinenza heeft ook een verscheidenheid aan traditionele gerechten, waaronder we het volgende kunnen noemen:
- Barretjada-pot: typisch gerecht op basis van kikkererwten, vlees, aardappelen, noedels of rijst, speciaal bereid voor mijnwerkers die het tijdens werkdagen hebben geconsumeerd, omdat het een in wezen energiek gerecht is, ideaal voor langdurig werk. Soms kwam het om te koken in de eigen afhankelijkheden van de mijnbouwactiviteiten.
- Olla d'oli: gerecht vergelijkbaar met de pot barretjada maar het vlees vervangen door groenten. Hij at in de zomer.
- Paellada: gerecht dat in de zomer vooral voor het avondeten werd gegeten en vaak een paar uur werd bereid voordat het werd geconsumeerd. Het bestaat uit een bak groenten gekookt op zeer laag vuur.
- Cocas de San Blas en Santa Àgueda: Traditioneel ambachtelijk gebak op basis van olie, meel en water dat wordt bereid door de commissies van San Blas en Santa Àgueda tijdens de wintervakantie. De geheimen van de bereiding van het recept worden jaloers bewaakt door elke commissie, afkomstig uit een lange historische traditie.

Je kunt ook nabijheidsproducten vinden die in Mequinenza zijn gemaakt, zoals olijfolie (er moet aan worden herinnerd dat de bevolking tijdens het islamitische tijdperk bekend was met de bijnaam "az-Zaytún", wat land van olijfbomen zou betekenen), honing (historisch gewaardeerde kers, rozemarijn en tijm) of ambachtelijk bier.
De kers van Mequinenza wordt vooral gewaardeerd omdat het gebied een microklimaat biedt waarmee de eerste open-veld kersenproducties uit heel Europa kunnen worden verkregen met kersen met organoleptische eigenschappen uitzonderlijk zowel in hardheid, kleur als zoetheid. De vroegste rassen zijn bestemd voor de binnenlandse markt, terwijl de late rassen worden geëxporteerd naar markten in Centraal en Noord-Europa, naar Emiraten of zelfs naar Azië. Ze zijn ook te vinden variëteiten van perzik, nectarine, druif, paraguayan of platerina.

## Stedenband
- Bressuire, Frankrijk

## Diversen
- De plaats ligt bij de samenvloeiing van de rivieren Segre en Ebro
- Mequinenza werd in 1149 op de Moren veroverd door Ramon Berenguer IV, graaf van Barcelona
- Het dialect dat in de plaats gesproken wordt, is een variant van het Catalaans

Abanto · Acered · Agón · Aguarón · Aguilón · Ainzón · Aladrén · Alagón · Alarba · Alberite de San Juan · Albeta · Alborge · Alcalá de Ebro · Alcalá de Moncayo · Alconchel de Ariza · Aldehuela de Liestos · Alfajarín · Alfamén · Alforque · Alhama de Aragón · Almochuel · La Almolda · Almonacid de la Cuba · Almonacid de la Sierra · La Almunia de Doña Godina · Alpartir · Ambel · Anento · Aniñón · Añón de Moncayo · Aranda de Moncayo · Arándiga · Ardisa · Ariza · Artieda · Asín · Atea · Ateca · Azuara · Badules · Bagüés · Balconchán · Bárboles · Bardallur · Belchite · Belmonte de Gracián · Berdejo · Berrueco · Biel · Bijuesca · Biota · Bisimbre · Boquiñeni · Bordalba · Borja · Botorrita · Brea de Aragón · Bubierca · Bujaraloz · Bulbuente · Bureta · El Burgo de Ebro · El Buste · Cabañas de Ebro · Cabolafuente · Cadrete · Calatayud · Calatorao · Calcena · Calmarza · Campillo de Aragón · Carenas · Cariñena · Caspe · Castejón de Alarba · Castejón de las Armas · Castejón de Valdejasa · Castiliscar · Cervera de la Cañada · Cerveruela · Cetina · Chiprana · Chodes · Cimballa · Cinco Olivas · Clarés de Ribota · Codo · Codos · Contamina · Cosuenda · Cuarte de Huerva · Cubel · Las Cuerlas · Daroca · Ejea de los Caballeros · Embid de Ariza · Encinacorba · Épila · Erla · Escatrón · Fabara · Farlete · Fayón · Los Fayos · Figueruelas · Fombuena · El Frago · El Frasno · Fréscano · Fuendejalón · Fuendetodos · Fuentes de Ebro · Fuentes de Jiloca · Gallocanta · Gallur · Gelsa · Godojos · Gotor · Grisel · Grisén · Herrera de los Navarros · Ibdes · Illueca · Isuerre · Jaraba · Jarque de Moncayo · Jaulín · La Joyosa · Lagata · Langa del Castillo ·  Layana · Lécera · Lechón · Leciñena · Letux · Litago · Lituénigo · Lobera de Onsella · Longares · Longás · Lucena de Jalón · Luceni · Luesia · Luesma · Lumpiaque · Luna · Maella · Magallón · Mainar · Malanquilla · Maleján · Mallén · Malón · Maluenda · Manchones · Mara · María de Huerva · Marracos · Mediana de Aragón · Mequinenza · Mesones de Isuela · Mezalocha · Mianos · Miedes de Aragón · Monegrillo · Moneva · Monreal de Ariza · Monterde · Montón · Morata de Jalón · Morata de Jiloca · Morés · Moros · Moyuela · Mozota · Muel · La Muela · Munébrega · Murero · Murillo de Gállego · Navardún · Nigüella · Nombrevilla · Nonaspe · Novallas · Novillas · Nuévalos · Nuez de Ebro · Olvés · Orcajo · Orera · Orés · Oseja · Osera de Ebro · Paniza · Paracuellos de Jiloca · Paracuellos de la Ribera · Pastriz · Pedrola · Las Pedrosas · Perdiguera · Piedratajada · Pina de Ebro · Pinseque · Los Pintanos · Plasencia de Jalón · Pleitas · Plenas · Pomer · Pozuel de Ariza · Pozuelo de Aragón · Pradilla de Ebro · Puebla de Albortón · La Puebla de Alfindén · Puendeluna · Purujosa · Quinto · Remolinos · Retascón · Ricla · Romanos · Rueda de Jalón · Ruesca · Sabiñán · Sádaba · Salillas de Jalón · Salvatierra de Esca · Samper del Salz · San Martín de la Virgen de Moncayo · San Mateo de Gállego · Santa Cruz de Grío · Santa Cruz de Moncayo · Santa Eulalia de Gállego · Santed · Sástago · Sediles · Sestrica · Sierra de Luna · Sigüés · Sisamón · Sobradiel · Sos del Rey Católico · Tabuenca · Talamantes · Tarazona · Tauste · Terrer · Tierga · Tobed · Torralba de los Frailes · Torralba de Ribota · Torralbilla · Torrehermosa · Torrelapaja · Torrellas · Torres de Berrellén · Torrijo de la Cañada · Tosos · Trasmoz · Trasobares · Uncastillo · Undués de Lerda · Urrea de Jalón · Urriés · Used · Utebo · Val de San Martín · Valdehorna · Valmadrid · Valpalmas · Valtorres · Velilla de Ebro · Velilla de Jiloca · Vera de Moncayo · Vierlas · Villadoz · Villafeliche · Villafranca de Ebro · Villalba de Perejil · Villalengua · Villamayor de Gállego · Villanueva de Gállego · Villanueva de Huerva · Villanueva de Jiloca · Villar de los Navarros · Villarreal de Huerva · Villarroya de la Sierra · Villarroya del Campo · La Vilueña · Vistabella · La Zaida · Zaragoza · Zuera